# Gernot-Langes-Stadion
Das Gernot-Langes-Stadion (Eigenschreibweise Gernot Langes Stadion) ist ein Fußballstadion in der österreichischen Marktgemeinde Wattens. Seit der Eröffnung 1959 fanden hier bis 2019 die Heimspiele der WSG Wattens (seit 2019 WSG Tirol) statt. Aufgrund von Umbauarbeiten nach dem Bundesligaaufstieg zog der Verein in der Saison 2019/20 in das Tivoli Stadion Tirol in Innsbruck.

## Geschichte
Das Stadion der WSG Wattens wurde am 16. Juni 1959 eingeweiht und galt damals als die modernste Sportstätte im Westen von Österreich. Eine Solaranlage am Stadiondach wärmte das Wasser für das angrenzende Alpenbad. 1967 wurde die Spielstätte mit einer neuen Tribüne im Süden erweitert, als die WSG Wattens in die Nationalliga aufstieg, wie die höchste österreichische Liga damals hieß.
2013 erhielt das Stadion anlässlich des 70. Geburtstags des langjährigen Vereinspräsidenten seinen heutigen Namen. 
Da das Stadion nicht bundesligatauglich ist, zog die WSG Tirol zur Saison 2019/20 in das Tivoli Stadion Tirol in Innsbruck um. In der Zwischenzeit soll das Gernot-Langes-Stadion ausgebaut und die Kapazität auf 6.500 Plätze erweitert werden.

## Fassungsvermögen
Das Stadion hat Platz für 5.500 Zuschauer, davon sind 1.100 Sitzplätze unter Dach. Nach dem Aufstieg des Vereins in die Erste Liga wurde ein Fernsehturm errichtet und die Flutlichtanlage adaptiert, um den Lizenzanforderungen der Ersten Liga gerecht zu werden.

## Anlage
Zu der Anlage gehören noch ein zweiter Naturrasenplatz mit Flutlicht und ein kleiner Kunstrasenplatz.